# Republikanische Garde (Tschad)
Die Republikanische Garde des Tschad, manchmal wird sie als Präsidentengarde bezeichnet, war eine militärische Einheit. Sie umfasste etwa 5000 Mann und wurde am 28. Oktober 2005 per Dekret aufgelöst. Dem Vorausgegangen war eine massenhafte Desertion. Die desertierten Soldaten formierte sich in Osten des Landes unter dem Namen Socle pour le changement, l’unité nationale et la démocratie (abgekürzt SCUD). Die Gruppe forderte die Absetzung des Präsidenten Idriss Déby und die Freilassung politischer Gefangener. Die Tschadische Regierung behauptete auch, dass Mitglieder der Garde hinter dem Putschversuch im Jahr 2004 standen. Gleichzeitig mit Auflösung der Garde entstand die DGSSIE, welche keine Mitglieder aus der alten Garde hatte, aber mehr oder weniger deren Aufgabe übernahm.